# 虛擬攝影棚
虛擬攝影棚（Virtual Studio）是一種新型的攝影棚技術。經由人員在虛擬攝影棚內拍攝，並經過後製系統計算合成背景後，能產生與傳統攝影棚效果甚異的效果。

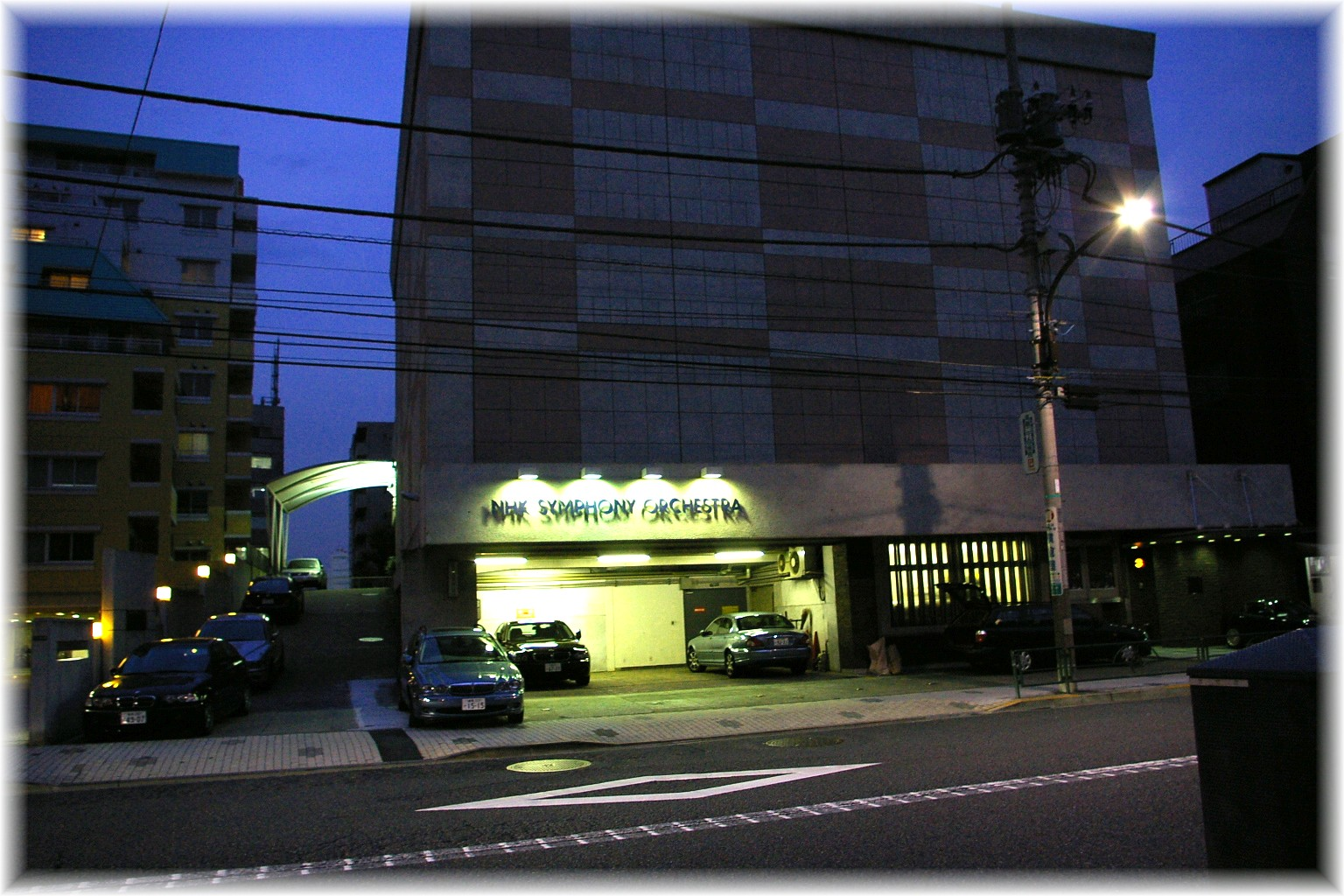
NHK虛擬攝影棚，外牆無窗戶

## 歷史
- 虛擬攝影棚的使用可以追溯到冷戰時期，當時部分國家基於國防訓練的需要，而研發戰況模擬系統，可謂虛擬攝影棚的前身。而冷戰過後，由於沒有戰爭需求，所以便將這套系統加以改良而推出。[1]
- 早期黑白電視的時代，當時則將影像最亮與最暗的部份分離出來，並且套上其他效果，稱之為「亮度崁空」。
- 彩色電視發展後，則出現色鍵技術。早期時，攝影機多半不能做任何運鏡，因為沒有攝影機位移的追蹤裝置，而會造成實景與虛景不同步的現象。
- 1994年，於阿姆斯特丹舉行的IBC（International Broadcasting Convention，國際廣播會議）中，與現今相近的虛擬攝影棚系統首度公開亮相。
- 1995年至2000年，虛擬攝影棚成為廣播業的熱門技術，各大廠商爭相開發。
- 近年來，由於影視工業的蓬勃發展，虛擬攝影棚目前已經在全世界普遍的使用。

## 架構

### 攝影機追蹤系統
攝影機追蹤系統（Camera Tracking System）計算攝影機機身及鏡頭的移動量，並傳送給電腦，以作為運算實景與虛景合成的資料。主要可以分為四種：
- 電子機械式追蹤系統（Electromechanical Tracking System）
- 網格辨識系統（The Pattern Recognition Camera Tracking System）
- 超聲波追蹤系統（Ultrasonic Tracking System）
- 紅外線追蹤系統（Infrared Sensor Camera Tracking System）

### 藍/綠幕攝影棚
一個非常接近傳統Key板的攝影棚。其中，影子是構成實體感覺的重要元素，故攝影棚中，打光是很重要的一個要素。

### 影像延遲系統（Time Delay）
由於影像傳輸時與電腦運算會發生時間不一致，這時候就需要影像延遲來使兩者於到達Keyer時能夠配合。

### 電腦背景影像（Computer Graphics）
一般又稱計算機圖形學或電腦圖學，使用電腦軟體製作背景動畫或影像。

### 即時運算系統（Virtual Studio Manipulator）
即時運算系統結合CG背景影像與攝影機追蹤系統的資料，進行攝影機位置與虛擬場景相對位置變化的運算。

### 色键（Chroma-key）
經過各種訊號與資料處理，最後由Keyer將影像訊號與即時運算系統的位置變化資料結合，將藍/綠色背景去除並且套上CG背景。

## 優點
- 空間有效運用，得以重複利用：虛擬攝影棚可以搭建比實際空間更大的場景，而不同的場景也可以共用同一個攝影棚，而不如傳統攝影棚般，需要空間囤放佈景。雖然傳統攝影棚得以將部分佈景回收再利用，但虛擬攝影棚卻可使用同一個攝影棚，並在極短的時間內轉換佈景，遠遠超過傳統攝影棚的再利用性。
- 容易修改場景，降低拍攝成本：傳統攝影棚的佈景，在搭建完畢後不容易進行大幅度的修改，而虛擬攝影棚因為佈景完全電腦化，所以修改極為容易。重複拆搭佈景，更換攝影棚都耗費大量成本，而虛擬攝影棚因為沒有實體佈景的需求，便能降低這部份的成本。
- 增強視覺效果，變化程度更高：利用電腦，虛擬攝影棚能讓演出者與電腦動畫產生互動，並以立體鮮豔的動畫達成傳統攝影棚無法做到的效果。

## 缺點
- 真實度：由於仍然在發展階段，某些設備產生的動畫並無法與實際影像完全配合。
- 虛擬攝影棚大小限制：場地小，會有運鏡限制；若場地太大，則技術上（如攝影機追蹤）或經費上（添購更多器材）都是一大困難。